# Carl-Ernfrid Carlberg
Carl-Ernfrid Carlberg, född 24 februari 1889 i Hedvig Eleonora församling, Stockholms stad, död 22 januari 1962 i Engelbrekts församling, Stockholms stad, var en svensk officer, civilingenjör och gymnast samt guldmedaljör i gymnastik vid olympiska sommarspelen 1912. Han finansierade en stor del av den nazistiska propagandan i Sverige före, under och efter andra världskriget, och var grundare och bidragsgivare till Carlbergska stiftelsen.

## Biografi
Carlberg var son till byggherren Gustaf Carlberg. officer i Göta ingenjörregemente och tog ingenjörsexamen i Göteborg 1912. Samma år deltog han i olympiska sommarspelen i Stockholm, där han blev guldmedaljör i gymnastik. Han var aktiv i Svenska Gymnastikförbundet och bidrog genom en donation ur sin fars dödsbo till grundandet av Lillsveds idrottsfolkhögskola på Värmdö, i vars styrelse även meningsfränden Agne Holmström ingick.
År 1928 grundade han Gymniska Förbundet, som publicerade tidskriften Gymn med mottot "hälsa, karaktär, skönhet". I gymnastiken såg Carlberg en förhoppning om samhällelig förnyelse, i motsättning till vad han uppfattade som västerlandets pågående dekadens. Ideologiskt var han influerad av Elof Erikssons rasideologiska och antisemitiska tänkande. Gymniska Förbundet lades ned år 1932, men var en föregångare till Samfundet Manhem som bildades 1934 och där Carlberg var sekreterare. År 1932 grundade Carlberg även bokförlaget Svea Rike, som var inriktat på nazistisk propagandalitteratur. Utöver detta var han även svensk representant inom den tyska högerextrema organisationen Fichtebund. 
Under andra världskriget arbetade Carlberg på olika sätt för att stödja Nazityskland; bland annat var han aktiv i rekryteringen av svenska frivilliga till Wehrmacht, och sammanställde listor över svenska judar. Han upprätthöll kontakt med Otto Mauer, en anställd inom underrättelseorganisationen Sicherheitsdienst som fungerade som Nazitysklands propagandachef i Sverige. Carlberg var utgivare för propagandatidskriften Bildtidningen Signal, och grundade Stockholms Filmstudio, en filmförening som visade tyska propagandafilmer. Tack vare sin förmögna bakgrund och egna verksamhet inom byggbranschen fungerade Carlberg även som donator åt flera fascistiska och nazistiska organisationer, däribland Per Engdahls Svensk Opposition.
Efter kriget var Carlberg med och grundade Hjälpkommittén för Tysklands barn, som finansierade tyska och europeiska nazister och kollaboratörer på flykt. Han fortsatte även att driva bokförlaget Svea Rike samt dess bokhandel i Stockholm, och finansierade samt var delägare i tidskriften Nation Europa, som utgavs av den så kallade Malmörörelsen. Han dömdes 1958 till 15 000 kr i böter för att ha spridit antisemitiska skrifter av det finländska bergsrådet Carl-Gustaf Herlitz i flera läroverk i Stockholm. I januari 1959 bildade han på grundval av en testamentarisk donation Carlbergska stiftelsen, som trädde i verksamhet efter hans död. Carlberg var också aktiv i Sveriges nationalsocialistiska kampförbund, som grundats av Göran Assar Oredsson.